# Оксана Акиншина
Оксана Александровна Акиншина (рус. Окса́на Алекса́ндровна Аки́ньшина, рођена 19. априла 1987), је руска глумица. Прославила се улогом у шведском филму Лиља заувек (Lilja 4-ever). Глумачку каријеру је почела са 12 година, а дебитовала је на филму Сестре.

## Филмографија
- 2001 Сестре (Сёстры)
- 2002 Лиља заувек (Lilja 4-ever)
- 2004 Борнова надмоћ (The Bourne Supremacy)
- 2004 Het Zuiden
- 2007 Вукодав из рода Сивог Пса (кнегињица Јелена)
- 2020 "Sputnjik"
- 2023 Јужни ветар: На граници